# مسجد سنان باشا (بريزرن)
مسجد سنان باشا (بالألبانية: Xhamia e Sinan Pashës) هو مسجد يقع في مدينة بريزرن جنوب جمهورية كوسوفو، حيث بناه الأتراك سنة 1600 للميلاد وقام بافتتاحه الباي صوفي سنان باشا والذي حمل المسجد اسمه فيما بعد.
|  |  |

## دوليا
قامت صربيا بوضعه على لائحة المعالم التاريخية الصربية سنة 1990م. وأدرجته اليونيسكو على قائمة التراث العالمي وقامت بمنح 500 ألف دولار من أجل ترميمه بعد تصدع منارته سنة 2000. وتقوم بإدارته مصلحة الوقف الإسلامي في كوسوفو .

## المساحة والوصف
يبلغ طوله 14م، وعرضه 14م، وقطر منارته 1.6م، ويبلغ ارتفاع المنارة 43.5م.
والمسجد مصمم على نمط العمارة العثمانية الراقي.

## معرض الصور
|  |  |  |

|  |  |  |

|  |  |  |

|  |  |  |